# 上野島
上野島（こうずけしま）は栃木県の中禅寺湖に存在する円形の無人島である。

## 概説
上野島と陸地とは最も近い場所で100m弱の距離であるが、島へ渡る交通手段は無い。しかし、湖の水位が低いときは、歩いて島へと渡ることも出来る。現在、島の周囲が石で補強されているが、この点について、島がなくならないようにするためではないか、との指摘もある。
上野島は日光連山を中心にした山岳信仰の開祖である、勝道上人の墓所の一つといわれており、島内には、宝篋印塔や、勝道上人首骨納塔、慈眼大師の墓石などがあり、不定期ながら霊跡を巡拝する遊覧船もある。
特に中禅寺では、毎年8月4日に、開祖である勝道上人に関連した土地を船で巡礼する「船禅頂（ふなぜんじょう）」という行事を開催しており、上野島もその際に訪れる。中禅寺によると、勝道上人の遺骨は、主に、日光の「二社一寺」とされる日光二荒山神社・日光東照宮・輪王寺がある地域の堂宇に保管されているが、勝道は奥日光と縁が深かったため、島をつくって分骨を行ったのだという。
上野島付近は、中禅寺湖内でも有数の釣りのポイントとして知られ、釣り人達が多く訪れている。ただし、中禅寺湖漁業協同組合は（遊漁目的の）上野島への上陸を禁じている。

## 伝説
この島は旧下野国（栃木県）にあるにもかかわらず上野（群馬県）と名乗っている。これに関して、「下野の男体山の神と上野の赤城山の神が戦場ヶ原で戦い、男体山の神が勝利した記念として残したのが、上野島である」という古老の語り継いできた伝説がある。
- 半月山から見た上野島
- 半月山展望台より撮影